# Nérée Arsenault
Nérée Arsenault (* 28. August 1911 in Bonaventure, Québec; † 18. Januar 1982 in Lotbiniere, Québec) war ein kanadischer Politiker (Progressiv-Konservative Partei) und Forstingenieur.
Arsenault wurde im Juni 1957 für den Wahlkreis Bonaventure (Québec) ins kanadische Unterhaus gewählt. Bei der folgenden Wahl im März 1958 verzichtete er auf eine erneute Kandidatur.